# Ulica rtm. Witolda Pileckiego w Warszawie
Ulica rtm. Witolda Pileckiego – ulica w warszawskiej dzielnicy Ursynów.

## Przebieg
Ulica biegnie od ul. Puławskiej do ulicy Kazury, krzyżując się m.in. z ulicami Roentgena i Ciszewskiego, Indiry Gandhi oraz – na rondzie Polskich Kryptologów Enigmy – z Filipiny Płaskowickiej. Jest najważniejszą drogą łączącą tzw. Wysoki Ursynów bezpośrednio z ulicą Puławską.
Pierwotnie (od marca 1975) ulica nosiła nazwę działacza robotniczego Pawła Findera. Wcześniej określana była roboczo jako Poleczki-Kwiczołów. Obecną nazwę, upamiętniającą rotmistrza Witolda Pileckiego, nadano w październiku 1995.
W 2015 na odcinku Ciszewskiego – Płaskowickiej została poszerzona do dwóch pasów ruchu. Dodano także cztery sygnalizacje świetlne m.in. na skrzyżowaniu z Indiry Gandhi.
Na całej długości ma status drogi powiatowej (nr 5564W).
Stanowi granicę oddzielającą obszar Miejskiego Systemu Informacji Stary Imielin od Ursynowa Północnego i Ursynowa-Centrum. Południowy odcinek przebiega przez obszar Natolin.

## Ważniejsze obiekty
- Biurowiec Viking House, projektu Pawła Gralińskiego (nr 63)[8]
- Siedziba Krajowej Izby Rozliczeniowej (nr 65)
- Narodowy Instytut Onkologii im. Marii Skłodowskiej-Curie – Państwowy Instytut Badawczy (ul. Roentgena 5)
- Warszawski Szpital Południowy oraz lądowisko Szpital Południowy – SOR (nr 99)
- Hospicjum Onkologiczne Świętego Krzysztofa (nr 105)
- Arena Ursynów (nr 122)